# Québec Redneck Bluegrass Project
Québec Redneck Bluegrass Project est un groupe de folk et bluegrass québécois. Le groupe s'est formé en 2006 en Chine alors que les membres du groupe habitaient à Kunming. Ils sont aussi appelés Québec Redneck, ou QRBP comme diminutif. QRBP est réputé pour leur énergie festive en concert ainsi que pour leurs chansons traitant principalement d'alcool, de festivités et de machines. 
Les membres du groupe sont originaires du Saguenay-Lac-Saint-Jean.
Les albums de QRBP sont enregistrés de façon indépendante. La distribution de ceux-ci s'est fait de façon indépendante pendant plusieurs années, près de 6 000 exemplaires se sont vendus pendant cette période.

## Biographie

### Débuts (2006–2009)
En 2002, Charles Hudon, originaire d'Alma, et Nicolas Laflamme, de Roberval, entament un voyage autour du monde qui durera environ trois ans et qu'ils terminent en Chine. Ils reviennent au Québec en 2005 pour entreprendre des études en sciences politiques à l'Université de Montréal qu'ils complètent en Chine. Ayant été charmés par l'Empire du Milieu, ils décident de s'installer à Kunming, dans le Yunnan, afin d'apprendre le mandarin et pour profiter du faible coût de la vie notamment celui de la bière ainsi que de l'accessibilité à la marijuana. Didier Dessureault, un ami du Lac Saint-Jean, se joint à eux et, ensemble, ils forment un groupe de punk nommé Gouride. Didier convainc Jean-Philippe Tremblay qui parcourait l'Asie en sac à dos et se trouvait à ce moment aux Philippines de les rejoindre à Kunming. Jean-Philippe, originaire de Chicoutimi-Nord, transforme son séjour de deux semaines en une visite qui durera près de six ans. Il est surnommé JP le Pad à cause de sa coiffure inspirée de la coupe Longueuil.

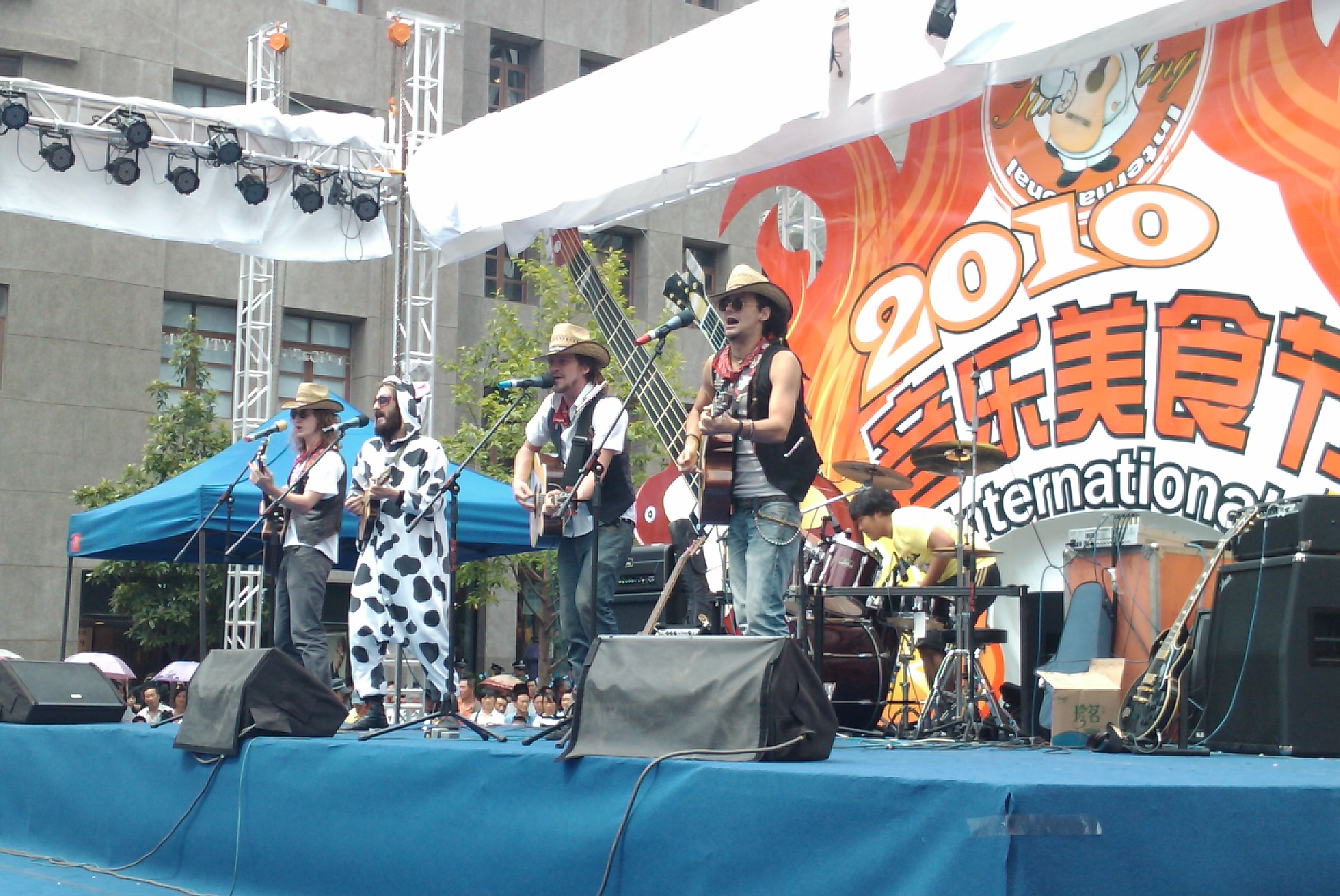
Québec Redneck sur scène à Kunming, en Chine en 2010

Ces voyageurs sont tous des musiciens. Charles, Nicolas et Didier jouent du punk rock et du thrash metal à Kunming avec leur groupe Gouride. Jean-Philippe qui a sorti un album solo en 2005, Mais où la ouananiche niche-t-elle?, joue plutôt du bluegrass. En décembre 2006, un groupe est alors formé, le Québec Redneck Bluegrass Project. Leur début en tant que groupe de reprises s'est fait lors de mariages, pour des entreprises et des expositions de voitures. En 2007, ils font leur première tournée, le Bien-être Tour, à travers la Chine, la Thaïlande, le Laos, l'Inde et le Singapour. À ce moment, le groupe est composé de Jean-Philippe Tremblay à la voix et la guitare, Nicolas Laflamme à la mandoline, Charles Hudon à la guitare et au violon et Cédric Dessurault à la contrebasse. À la fin de la tournée Bien-être Tour en 2008, leur bassiste Cédric Dessureault quitte la Chine et le groupe. Il est remplacé par Mark Corry, originaire de l'Irlande.

### Sweet Mama Yeah!(2010–2011)
Le premier album du groupe, Sweet Mama Yeah!, est publié le 20 juin 2010. Il est enregistré dans la cuisine des membres du groupe en Chine avec des chansons principalement composées par Jean-Philippe et conçu et mixé par Stephan Kroeker. Ils partent ensuite en tournée dans le sud-est de l'Asie durant laquelle ils jouent dans les rues du Laos, de la Thaïlande et de l'Inde. Par la suite, ils font leur première tournée en sol québécois Sweet Mama Tour 2010 où ils sont bien accueillis. L'album prend place dans le classement «top 40» des meilleurs albums de l'année 2010 de la défunte émission radiophonique diffusée sur Radio-Canada Bande à part qui s'intéresse à la musique alternative et émergente. Daniel Tremblay, un des membres fondateurs du groupe Canailles, rejoint Québec Redneck ajoutant ainsi le banjo à la musicalité du groupe.
À l'hiver 2011, ils entreprennent une tournée de six semaines à travers la Chine, le Suckin' Robot Tour. Cette tournée de 26 concerts dans 14 des plus grandes villes industrielles du pays s'est tenue durant le nouvel an chinois. Pendant cette tournée, QRBP enregistre un court-métrage intitulé La route de la soif présentant leurs péripéties et leur style de vie lors de leur parcours en Chine. Ce court métrage a été filmé et réalisé par Daniel Boivin. Il est présenté avant chaque spectacle de leur tournée C'est à ton tour tour en 2015.

### Nouveaux albums (2011–2015)

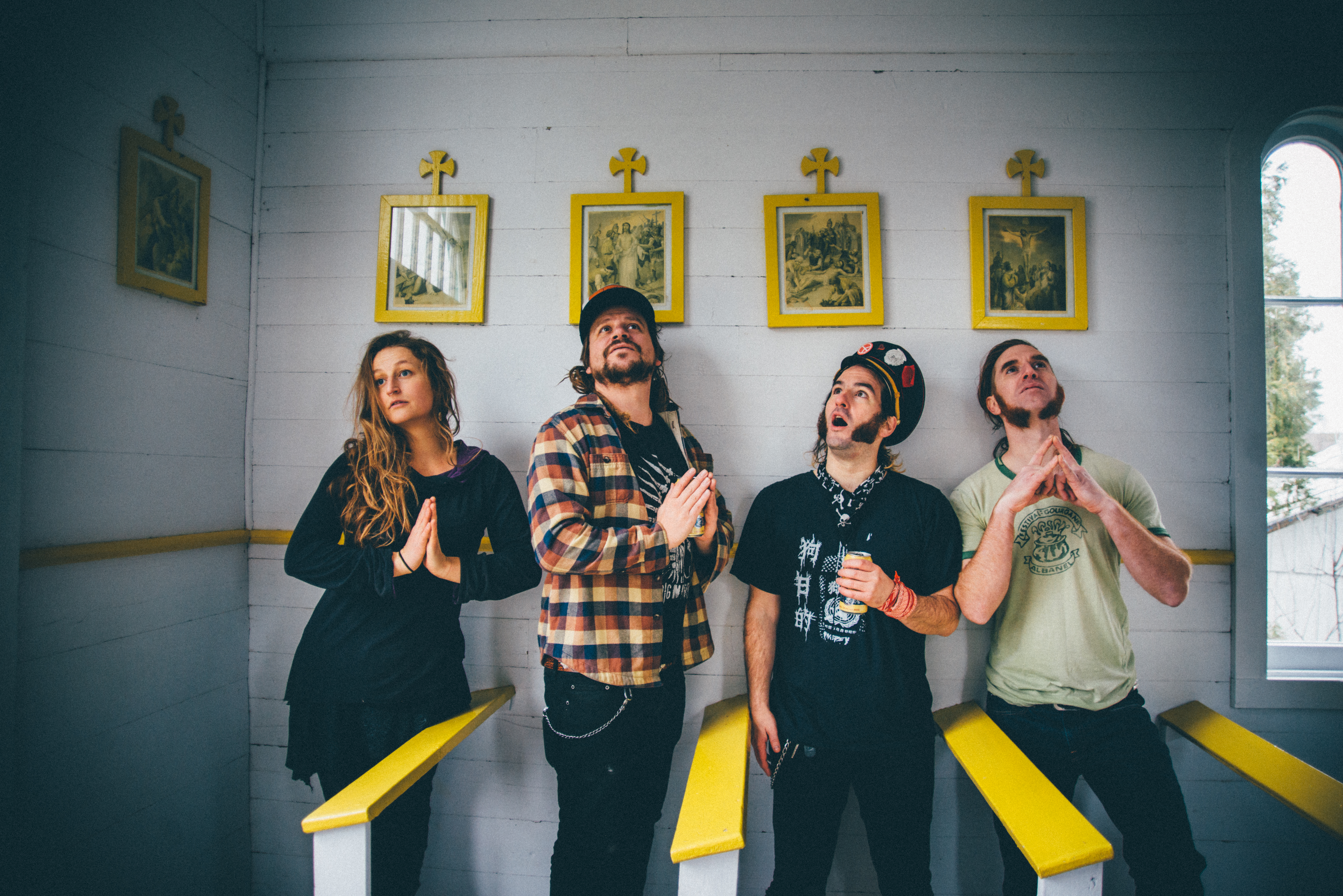
Québec Redneck Bluegrass Project

QRBP sort un deuxième album, 3000, Boulevard de Mess, le 21 juillet 2011. Comme pour le premier album, il est enregistré, conçu et mixé par Stephan Kroeker. François Gaudreault, originaire de Chicoutimi, à la contrebasse ainsi Dylan Perron, originaire de La Motte, en Abitibi, au banjo se joignent au groupe. Charles quitte le groupe pour se concentrer à son travail aux Affaires étrangères à Ottawa. Madelaine Bouchard, originaire de Chicoutimi-Nord, se joint au groupe en 2012 pour le remplacer. Dylan Perron, récipiendaire des Francouvertes en 2015 et diplômé en guitare jazz de l'université Concordia, accompagne QRBP tout en menant plusieurs autres projets personnels. À partir de 2011, le groupe revient dans leur province natale, le Québec, à chaque été pour faire une tournée des festivals, des bars, des microbrasseries et des salles alternatives.
En 2013, le groupe revient s'installer au Québec. À l'hiver 2014, QRBP sort un troisième album Scandale et bonne humeur. Il est le premier album du groupe enregistré dans un véritable studio. Il est réalisé par Pascal Beaulieu et Jean-Philippe Tremblay.
À l'été 2015, Québec Redneck fait une tournée de 40 prestations dont une participation aux Francos de Montréal et au festival d'été de Québec. En 2016, il refait une tournée similaire, en plus de clore le Rockfest de Montebello.

### Royale RéguineetJ'ai bu(depuis 2016)

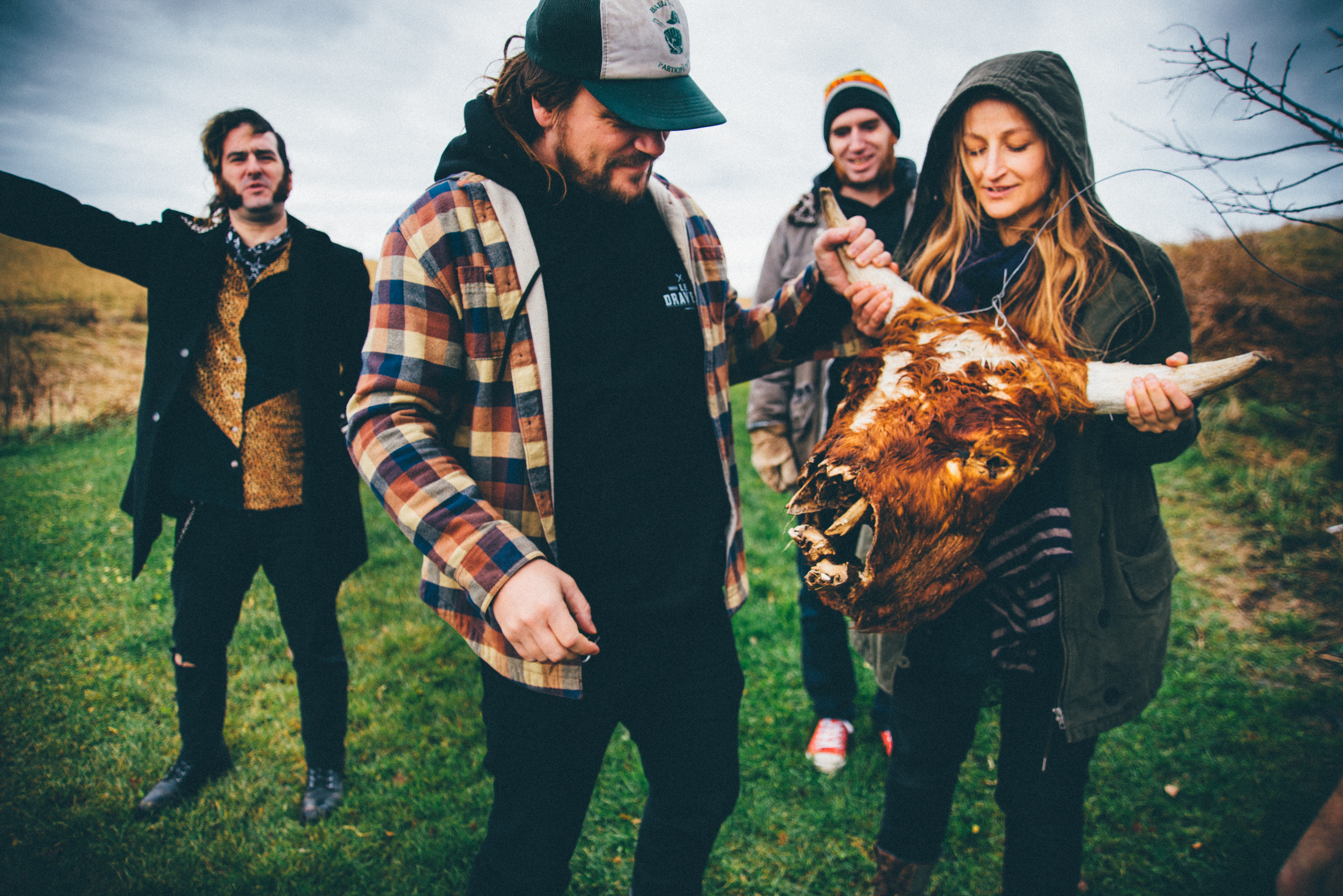
Québec Redneck Bluegrass Project

Le 2 décembre 2016, QRBP sort un quatrième album Royale Réguine. Il s'agit du premier album entièrement écrit, composé et enregistré au Québec. Pour cet album, le groupe collabore avec plusieurs autres musiciens tels que Cédric Dessurault au sousaphone, Pascal Beaulieu au slide, Julien Tremblay au ténor et Charles Hudon. L'album est nommé dans la catégorie album folk-bluegrass de l'année au gala alternatif de la musique indépendante du Québec 2017 (GAMIQ). Le groupe est aussi nommé dans la catégorie prix du public où il est déclaré vainqueur,.
QRBP prend une année sabbatique en 2017 pour réaliser d'autres projets personnels.
À l'été 2018, Québec Redneck effectue une tournée de 35 spectacles nommée le Resurrectour. Cette tournée se termine à Chicoutimi, dans leur région natale, par un spectacle festif en compagnie des groupes Grimskunk, Canailles et Les Hôtesses d'Hilaire. Ce spectacle accueille plus de 2 000 spectateurs, la plus grande prestation en salle du groupe.
Le groupe participe au festival suisse Paléo Festival Nyon à l'été 2019, une première expérience en Europe. Ils font également une tournée de 35 spectacles partout au Québec.
En décembre 2020, QRBP sort un nouvel album intitulé J'ai bu qui inclut un cd et un livre. Le livre comprend les paroles de chansons annotées et illustrées ainsi que des histoires et des photos du groupe,.

## Style musical

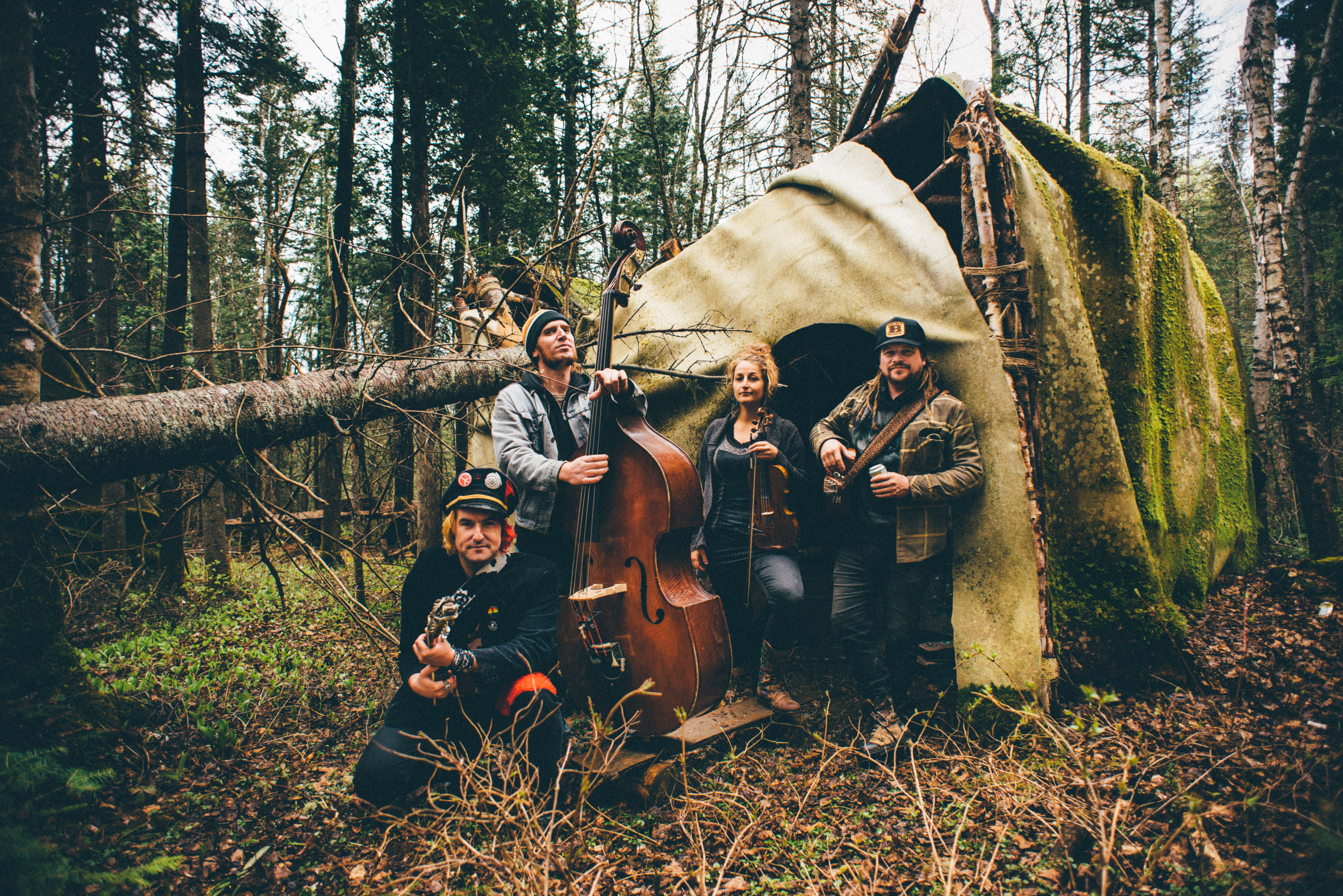
Québec Redneck Bluegrass Project

Le style musical de QRBP est du punk folk, soit un mélange de folk, de bluegrass, de punk rock ainsi que de musique traditionnelle québécoise et irlandaise. La mélodie de leurs morceaux comprend des instruments tels que la guitare, la contrebasse, le violon, la mandoline, le banjo et l'harmonica. Le chant est assuré par Jean-Philippe Tremblay. Les thèmes de leurs chansons tournent autour de l'alcool, l'abus, les festivités, les voyages et les machines à essence (VTT, motoneige, etc.). Les paroles sont souvent crues.
Selon Radio Canada, « les concerts de QRBP sont réputés pour se transformer en grandes fêtes où tout le monde chante et danse et où le groupe se laisse aller à la fête sans retenue ».

## Membres

### Membres actuels
- Jean-Philippe Tremblay, surnommé JP Le Pad - guitare, voix, harmonica, auteur-compositeur
- Nicolas Laflamme (surnommé Capitaine Cool, ou Nick the Flame) - mandoline, accordéon, banjo ténor
- François Gaudreault - contrebasse
- Madeleine Bouchard - violon

### Anciens membres
D'autres musiciens ont participé aux enregistrements et/ou aux tournées entre 2007 et 2016 tels que Mark Corry, Charles Hudon, Dylan Perron, Dan Tremblay, Didier Dessurault, Cédric Dessurault, Adam Gilbert.

## Récompenses
- 2021 : Gagnant au GAMIQ pour l'album folk de l'année avec J'ai bu[23]
- 2019 : nommé au GAMIQ pour artiste de l'année[24]
- 2017: Récipiendaire du prix du public au GAMIQ
- 2017: nommé au GAMIQ pour l'album folk-bluegrass de l'année avec Royal Réguine[25]

## Tournées
- 2007-2008 : Bien-être tour
- 2010 : Sweet Mama Tour
- 2011 : Suckin Robot Tour (Winter China Tour)
- 2011 : Woopadaye Tour (Québec)
- 2012 : Summer Tour
- 2013-2014 : Scandales et bonne humeur
- 2014 : Summer Tour
- 2015 : C'est à ton tour tour
- 2015 : Queue vache queue tour
- 2016 : Réguine Tour
- 2016 : Royale Réguine
- 2018 : Resurrectour
- 2019 : Totale Gravy mentale
- 2023: Aqualactique
- 2024: Boom Bar Panthère